# Will Geer
Will Geer (Frankfort (Indiana), 9 maart 1902 - Los Angeles (Californië), 22 april 1978) was een Amerikaans acteur die onder meer Grootvader Walton speelde in de televisieserie The Waltons. Zijn echte naam was William Aughe Ghere.

## Biografie
Geer was voorbestemd om plantkundige te worden en studeerde aan de Universiteit van Chicago. Hij begon zijn acteurscarrière in tentshows en op boten en verleende zijn medewerking aan linksgeoriënteerde documentaires, zoals Sheldon Dicks Men and Dust over silicose bij mijnwerkers.
Op Broadway debuteerde hij in 1928 in William Shakespeares Much Ado About Nothing en had vervolgens rollen in een aantal producties waaronder Steinbecks Of Mice and Men en Marc Blitzsteins The Cradle Will Rock. Hij bleef tot na de Tweede Wereldoorlog als acteur actief in Broadwaystukken.
Tussen 1948 en 1951 had hij rollen in films, waaronder Winchester '73, Broken Arrow en Bright Victory, maar werd in de vroege jaren 50 op de zwarte lijst gezet, toen hij weigerde te getuigen voor het House Committee on Un-American Activities. Geer was sinds de jaren dertig linksgeoriënteerd politiek activist en vond daarin aansluiting bij protestzangers als Burl Ives en Woody Guthrie. Hij was betrokken bij de stakingen in 1934 aan de westkust van de Verenigde Staten.
In de periode dat hij niet als acteur kon werken, besteedde Geer tijd aan de bouw van het Will Geer Theatricum Botanicum in Topanga (Californië). Hij combineerde hier zijn voorliefdes voor plantkunde en acteren en verzorgde uitvoeringen van stukken van Shakespeare, waarbij hij ervoor zorgde dat elke plant die genoemd werd in een stuk in het botanicum voorkwam.
In de jaren zestig was hij actief op Broadway. Hij werd in 1964 genomineerd voor een Tony Award voor zijn rol in 110 in the Shade.
Geer was vaak te vinden in zijn vakantiewoning in het historische Nichols Farms Historic District. Hij woonde daar vaak de 4 julifeesten bij, soms met een hoge hoed of strohoed en altijd in zijn denim tuinbroek met een loshangende band.
Geer trouwde met actrice Herta Ware en kreeg drie kinderen met haar, waaronder actrice Ellen Geer. Na hun scheiding bleven zij bevriend. Geer overleed in 1978 aan een longziekte. Na zijn crematie werd de as begraven in het Theatricum Botanicum.
- Biblioteca Nacional de España: XX945588
- Bibliothèque nationale de France: cb14048595c (data)
- Gemeinsame Normdatei: 1070406694
- International Standard Name Identifier: 0000 0001 2122 5741
- Library of Congress Control Number: n82032717
- MusicBrainz: f863ab4f-1983-4b9d-ab8f-c4366af63619
- Nationale Bibliotheek van Tsjechië: xx0213664
- Nationale Bibliotheek van Israël: 987007427146005171
- Réseau des bibliothèques de Suisse occidentale: 02-A019099456
- SNAC: w6tf0f5c
- Système universitaire de documentation: 126887179
- Virtual International Authority File: 17424631
- WorldCat: E39PBJqk69ydjDcQPCdYtwWkXd